# Laura Lehmus

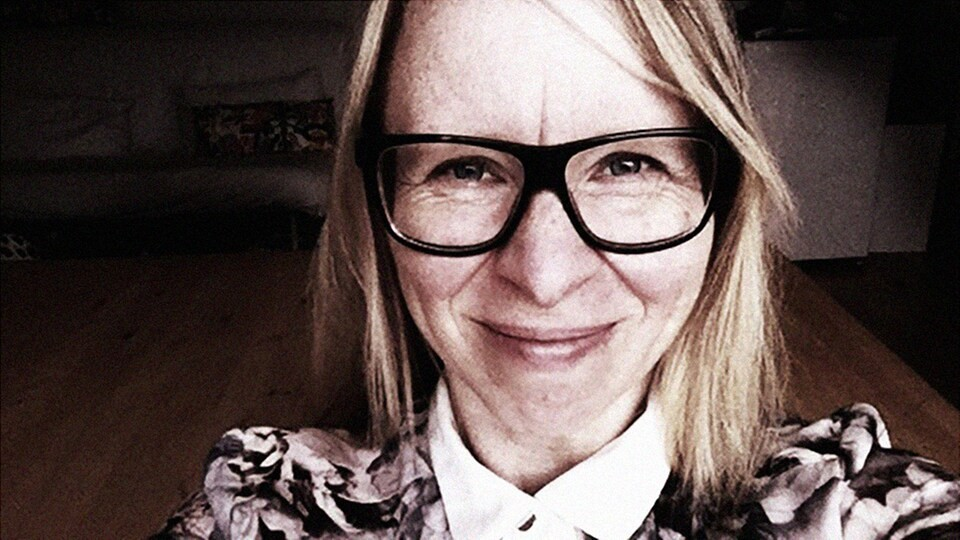
Laura Lehmus

Laura Lehmus (* 1972 in Riihimäki, Finnland) ist eine Regisseurin, On-Air Produzentin und Artdirectorin für Film und Fernsehen. Vielfach ausgezeichnet wurde ihr Kurzfilm AlieNation, der unter anderem 2015 den Deutschen Kurzfilmpreis in Gold in der Kategorie Animationsfilm erhielt.

## Leben
Nach dem Schulbesuch in Finnland studierte Laura Lehmus von 1993 bis 1996 Freie Kunst an der F+F Schule in Zürich, wählte dort die Schwerpunkte Video-Clip und Performance Art. Zwischen 1995 und 1996 entstanden in Zürich die Performances Lore Ley, Desinfectaproductions und Absalom. Nach dem Diplomabschluss in Zürich war sie von 1996 bis 2001 Studentin an der Kunsthochschule für Medien Köln im Studiengang Audiovisuelle Medien, Fächergruppe Mediengestaltung. Ihr Abschlussfilm an der Kunsthochschule für Medien Köln, Not Going Down (2001), ist ein Actionfilm, in dem Till Franzen, Ronald Marks, Ingrid Profitlich, Dirk Böll und Frank Reidock mitspielten.
Nach dem Studium lebte sie in Berlin, seit 2012 wohnt und arbeitet sie in Helsinki.

## Beruflicher Werdegang
In Berlin arbeitete Laura Lehmus als On-Air Produzentin und Artdirectorin für Film und Fernsehen unter anderem für Arte, Nickelodeon und Solarfilms Helsinki. 2009 drehte sie in Berlin den Kurzfilm Versuch das mal mit Plastik.
Seit 2012 produziert Laura Lehmus in Helsinki Filme. Sie betreibt in Helsinki die Produktionsagentur Larry Cooper, die auch eine Niederlassung in Berlin hat. Animationen in 2D und 3D, Stop-Motion-Filme und Motion-Design. On-Air-Design und die dazugehörige Produktion gehören ebenso zu ihrem Tätigkeitsfeld wie Film- und Fernsehprojekte. Sie produziert unter anderem für das ZDF, den WDR und Arte.
Ihr bisher größter Erfolg war ihr Animationsfilm AlieNation (2014). Im Jahr 2021 folgte ihr Spielfilmdebüt Sweet Disaster, das eine Einladung in den Wettbewerb des 43. Filmfestivals Max Ophüls Preis erhielt.

## Filmografie
- 2021: Sweet Disaster; Regie, Produktion
- 2014: AlieNation (Kurzfilm); Regie, Drehbuch und Produktion
- 2009: Versuch das mal mit Plastik (Kurzfilm)
- 2007: Lost in Liberia (Dokumentarfilm); Grafik
- 2005: Dolls United[5]
- 2002–2004: Unter Umständen (TV-Dokumentarfilm); Titel
- 2002: Das Haus der Regierung. (Dokumentarfilm von Christiane Büchner); Grafik[6]
- 2001: Not going down, (Kurz-Spielfilm, 8 Minuten), Abschlussfilm an der Kunsthochschule für Medien Köln; Regie[7]
- 2001: Army of Love (Trailer)
- 2001: The Speed of Entertainment (Trailer)
- 1999: Shake the Schneekugel (Kurzfilm)
- 1998: Friends (Musik-Clip über ein kleines Zebra und seine Begegnungen mit anderen zu dem Musikstück von Gotee Brothers Why can’t we be friends[8])
- 1996: Sweet Caroline (Video-Clip)
- 1995: LTV (Video-Clip)
- 1994: Laura's Book (Video)
- 1994: Screen (Video-Installation)

## Auszeichnungen
- Für Sweet Disaster
  - 2022: Best Director im Pendance Film Festival (Toronto, Kanada)[9]
- Für Alienation:
  - 2016: Bunter Hund – Internationales Kurzfilmfest München
  - 2016: Internationales Filmwochenende Würzburg: Bester Kurzfilm.[10]
  - 2015: Deutscher Kurzfilmpreis in Gold in der Kategorie Animationsfilm[1]
  - 2015: Filmfest Dresden: DEFA Förderpreis Animation[11]
  - 2015: Exground Filmfest, Wiesbaden: Preis der Jugendjury, Bester Vorfilm[4]
  - 2015: Fünf Seen Filmfestival: Goldenes Glühwürmchen[4]
  - 2015: Internationale Kurzfilmtage Oberhausen: Lobende Erwähnung der Jugendjury[4]
  - 2015: Monstronale Filmfestival, Halle (Saale): Publikumspreis[4]
  - 2014: Prädikat Besonders wertvoll der Deutschen Film- und Medienbewertung[12]
- Für Versuch das mal mit Plastik:
  - 2009: 1. Preis Deutsche Umwelthilfe
  - 2009: Mehrweg-Filmpreis des Verbands PRO Mehrweg[13]

## Mitgliedschaften
- 2016: Sehsüchte, größtes internationales Studentenfilmfestival in Europa: Jurymitglied im Bereich Animationen[14]
- 2016: Goldener Spatz: Jurymitglied für die Nominierungen im Bereich  Minis und Kurzspielfilm[15]